# Buinsk (Ciuvascia)
Buinsk (in russo Буинск? in ciuvascio Пăвакасси,  Păvakassi) è una località rurale (un selo) del rajon Ibresinskij, nella Repubblica autonoma della Ciuvascia, in Russia.
Si trova a 10 chilometri da Ibresi, che è il centro amministrativo del distretto omonimo.

## Popolazione
La popolazione di 1589 persone è principalmente di etnia ciuvascia, con minoranze tatare e russe, di religione prevalentemente cristiano ortodossa, con minoranze islamiche.

## Infrastrutture e trasporti
Nel villaggio è presente un Centro culturale, una biblioteca, un pronto soccorso, e alcuni negozi.
Buinsk è sulla rotta della Ferrovia Kazan'-Ruzaevka.